# Seva
Seva é um município da Espanha na comarca de Osona, província de Barcelona, comunidade autónoma da Catalunha. Tem 30,7 km² de área e em 2021 tinha 3 696 habitantes (densidade: 120,4 hab./km²).

## Demografia
| Variação demográfica do município entre 1991 e 2004[carece de fontes?] | Variação demográfica do município entre 1991 e 2004[carece de fontes?] | Variação demográfica do município entre 1991 e 2004[carece de fontes?] | Variação demográfica do município entre 1991 e 2004[carece de fontes?] |
| ---------------------------------------------------------------------- | ---------------------------------------------------------------------- | ---------------------------------------------------------------------- | ---------------------------------------------------------------------- |
| 1991                                                                   | 1996                                                                   | 2001                                                                   | 2004                                                                   |
| 1765                                                                   | 2238                                                                   | 2578                                                                   | 2846                                                                   |